# Giancarlo González
Giancarlo González Castro (* 8. Februar 1988 in San José) ist ein costa-ricanischer Fußballspieler, der zurzeit bei LA Galaxy in den USA unter Vertrag steht. Er spielt hauptsächlich in der Innenverteidigung, aber auch im defensiven Mittelfeld.

## Karriere

### Verein
Der 1,90 Meter große González begann seine Profikarriere im Jahr 2007 beim Traditionsverein LD Alajuelense und konnte mit ihnen insgesamt drei Meistertitel gewinnen. 2012 wechselte González nach Norwegen zu Vålerenga Oslo. Dort konnte er sich durchsetzten und spielte regelmäßig in der Startelf. Dort absolvierte er 37 Spiele und erzielte dabei zwei Tore. 2014 wechselte er erneut in die Major League Soccer nach Amerika zur Columbus Crew.  Dort konnte er sich ebenfalls in die Startelf etablieren.
Nach der Fußball-Weltmeisterschaft 2014 wurde der italienische Erstligist US Palermo auf González aufmerksam. So kam es, dass er am 26. August 2014 einen Drei-Jahres-Vertrag bei den Sizilianern unterschrieb. Nach dem Abstieg Palermos aus der Serie A im Sommer 2017 wechselte González zum FC Bologna. Zwei Jahre später wechselte er zu LA Galaxy, womit er erneut in der Major League Soccer spielte.

### Nationalmannschaft
In der Nationalmannschaft Costa Ricas begann González seine Karriere im Oktober 2010 mit einem Freundschaftsspiel gegen die Slowakei. Darauf folgte ein weiteres Länderspiel gegen die Nationalmannschaft Perus. Sein wohl größter Höhepunkt war sein 1:0-Siegtreffer gegen Honduras im UNCAF Central American Cup 2013. Bei der Fußball-Weltmeisterschaft 2014 wurde er von Trainer Jorge Luis Pinto in das vorläufige WM Aufgebot berufen. Er konnte sich mit der Nationalmannschaft in der Todesgruppe D mit den drei Weltmeistern Uruguay, Italien und England sensationell den ersten Tabellenplatz und den damit verbundenen Einzug ins Achtelfinale sichern. Im Achtelfinale wurde dann der Europameister von 2004, Griechenland überwunden, wo auch González einen Elfmeter im Elfmeterschießen verwandelte. Im Viertelfinale musste man sich der Niederlande mit 4:3 im Elfmeterschießen geschlagen geben. Auch 2018 nahm er mit Costa Rica an der Weltmeisterschaft teil. Dort absolvierte er für Costa Rica alle drei Vorrundenspiele, schied danach aber mit seiner Mannschaft als Letzter der Gruppe E aus.

## Spielweise
Durch seine 1,90 m Körpergröße gilt er als sehr zweikampf- und kopfballstark. 